# Роджър Тейлър (тенисист)
Роджър Тейлър (на английски: Roger Taylor) е британски тенисист.

## Биография
Роджър Тейлър е роден на 14 октомври 1941 г. в Шефилд, Великобритания.

## Кариера
Роджър Тейлър постига успех в няколко турнира от Големия шлем, като достига четвъртфинал на Откритото първенство на Франция през 1973 г., полуфинал на Уимбълдън през същата година и печели титлaта на двойки мъже на Откритото първенство на САЩ през 1971 г. и 1972 г. През 1970 г. достига отново до полуфинал на Уимбълдън и полуфиналите на Откритото първенство на Австралия.  
Най-високото му класиране в световната ранглиста е номер 7 в света, през 1967 г., той е класиран под номер 8 в света през 1970 г., преди началото на класацията на ATP.
Роджър Тейлър е активен от 1958 г. до 1982 г. и печели 31 титли в кариерата на сингъл, в края на кариерата си печели 6 титли от Гран При веригата на сингъл и 10 титли на двойки.
Роджър Тейлър е класиран за тенисист номер 1 на Великобритания през 1973 и 1974 г. Тейлър отбелязва 29 победи и 11 загуби за отбора на Великобритания за Купа Дейвис.

## Кариерна статистика

### Титли на двойки в турнири от Големия шлем (2)
| година | турнир | партньор       | съперници                  | резултат                          |
| ------ | ------ | -------------- | -------------------------- | --------------------------------- |
| 1971   | ОП САЩ | Джон Нюкъмб    | Стан Смит Ерик ван Дилен   | 6 – 7, 6 – 3, 7 – 6, 4 – 6, 7 – 6 |
| 1972   | ОП САЩ | Клиф Драйсдейл | Оуен Дейвидсън Джон Нюкъмб | 6 – 4, 7 – 6, 6 – 3               |